# Campylium rufo-chryseum
Campylium rufo-chryseum là một loài Rêu trong họ Amblystegiaceae. Loài này được (Schimp. ex Besch.) Broth. mô tả khoa học đầu tiên năm 1908.